# Order Korony Dębowej
Order Korony Dębowej (fr. Ordre de la Couronne de Chêne, nl. Orde van de Eikenkroon) – najstarsze odznaczenie Wielkiego Księstwa Luksemburga, nadawane od 1841.

## Historia
Order został ustanowiony 29 grudnia 1841 przez króla Niderlandów i wielkiego księcia Luksemburga Wilhelma II jako odznaczenie specyficznie luksemburskie, jeszcze w czasach gdy Luksemburg był w unii personalnej z Holandią. Statuty otrzymał dopiero w 1848. Po rozwiązaniu unii po śmierci króla i wielkiego księcia Wilhelma III w 1890 Order Korony Dębowej pozostał wysokim odznaczeniem luksemburskim za zasługi cywilne i wojskowe i za wybitne osiągnięcia w sztuce. Nadawany być może zasłużonym Luksemburczykom oraz cudzoziemcom. Obecnie order jest odznaczeniem państwowym nadawanym w imieniu monarchy przez władze Luksemburga, głównie własnym obywatelom oraz niekiedy wysoko postawionym osobistościom zagranicznym.
Order posiada obecnie pięć (początkowo cztery) klas według znanego schematu Legii Honorowej:
- Krzyż Wielki
- Wielki Oficer
- Komandor
- Oficer
- Kawaler

Z orderem związany jest także trójstopniowy medal (złoty, srebrny i brązowy).

## Insygnia
Insygnia orderu to oznaka I–V klasy, gwiazdy I i II klasy oraz medal. Oznaką jest obustronnie emaliowany na biało krzyż typu kawalerskiego Wygląd oznaki i wstążki jest inspirowany przez carski Order św. Jerzego (król Wilhelm II był szwagrem carów Aleksandra I i Mikołaja I i otrzymał order św. Jerzego za męstwo pod Waterloo). W medalionie środkowym awersu znajduje się stylizowany w stylu gotyckim, ukoronowany złoty monogram założyciela „W” w zielonym polu, otoczony wieńcem dębowym. Rewers jest taki sam jak awers. Oznaka IV. klasy (oficera) posiada emaliowany na zielono wieniec dębowy między ramionami krzyża.
Gwiazda orderowa I. klasy jest srebrna, ośmiopromienna, z medalionem awersu oznaki w środku, otoczonym napisem: „Je maintiendrai” („Utrzymam” – prawa i swobody narodu), dewizą orderu i dynastii orańskiej oraz wieńcem dębowym, gwiazda II.klasy to duży srebrny krzyż maltański cyzelowany na kształt brylantów z tym samym medalionem i dewizą.
Medal jest ośmiokątny i posiada na awersie podobiznę oznaki orderu, a na rewersie stylizowaną gałązkę dębową.
Order jest noszony na żółtej wstędze z trzema zielonymi paskami. Wszystkie insygnia (oprócz medali) podlegają zwrotowi do kancelarii orderowej po śmierci posiadacza, stąd Order Korony Dębowej rzadko się pojawia na rynku numizmatycznym.

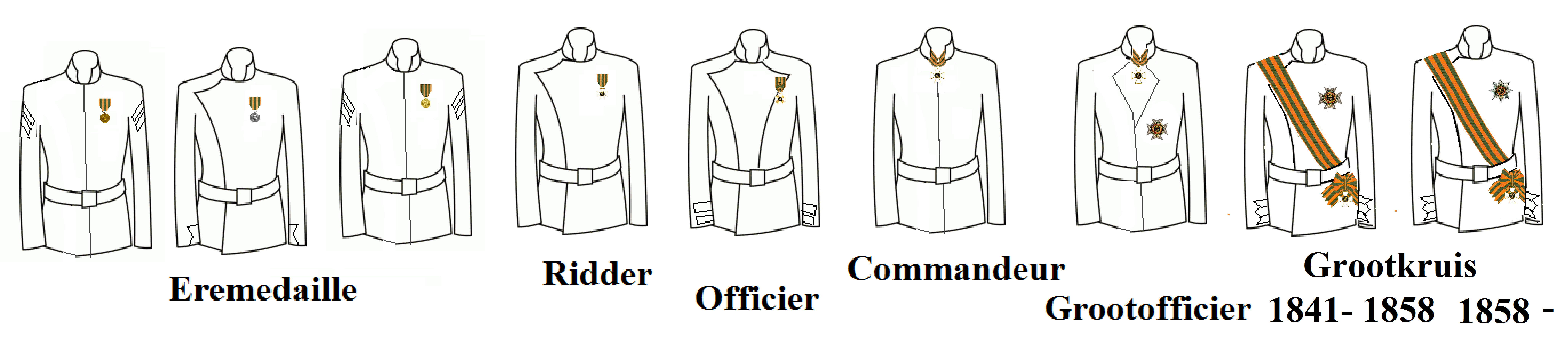
Sposoby noszenia medali i wszystkich klas orderu (opis w jęz. holenderskim)

| Baretki Orderu Korony Dębowej | Baretki Orderu Korony Dębowej | Baretki Orderu Korony Dębowej | Baretki Orderu Korony Dębowej | Baretki Orderu Korony Dębowej |
| ----------------------------- | ----------------------------- | ----------------------------- | ----------------------------- | ----------------------------- |
| Krzyż Wielki                  | Wielki Oficer                 | Komandor                      | Oficer                        |                               |
| Kawaler                       | Medal Złoty                   | Medal Srebrny                 | Medal Brązowy                 |                               |